# Нгаруйя, Бенджамин
Бенджамин Нгаруйя (англ. Benjamin Ngaruiya; род. 8 мая 1968) — кенийский боксёр, представитель легчайшей весовой категории. Выступал за национальную сборную Кении по боксу в конце 1980-х — начале 1990-х годов, участник летних Олимпийских игр в Барселоне.

## Биография
Бенджамин Нгаруйя родился 8 мая 1968 года.
Впервые заявил о себе в боксе на взрослом международном уровне в сезоне 1989 года, когда вошёл в состав кенийской национальной сборной и принял участие в матчевой встрече со сборной Канады в Найроби, где в рамках легчайшей весовой категории раздельным решением судей уступил канадскому боксёру Жеронимо Бие.
Благодаря череде удачных выступлений удостоился права защищать честь страны на летних Олимпийских играх 1992 года в Барселоне. Уже в стартовом поединке категории до 54 кг со счётом 4:16 потерпел поражение от мексиканца Хавьера Кальдерона и сразу же выбыл из борьбы за медали.
После барселонской Олимпиады Нгаруйя больше не показывал сколько-нибудь значимых результатов в боксе на международной арене.